# Kiel Institut für Weltwirtschaft

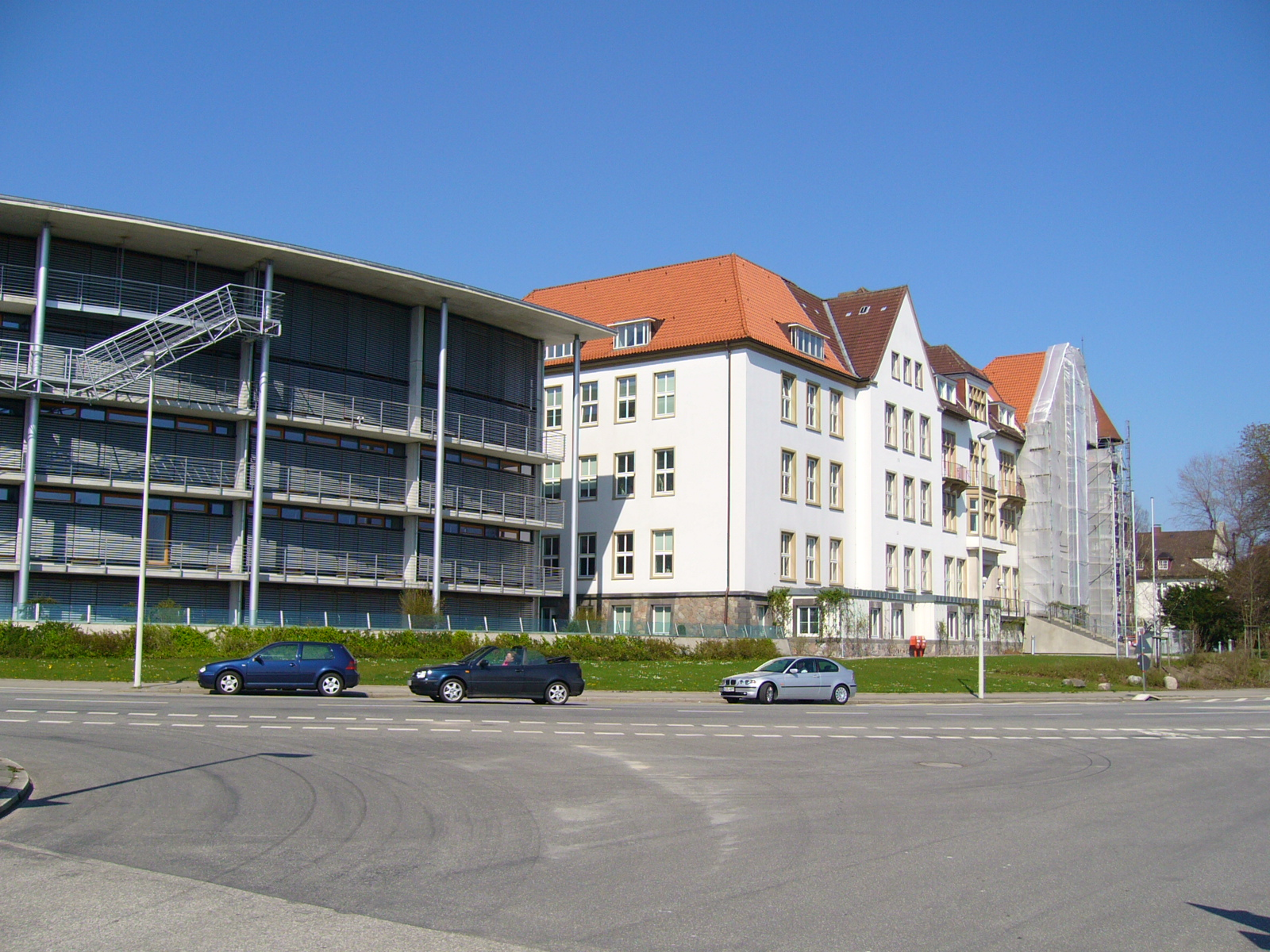
Das Institut mit Bibliotheksanbau (2005)

Das Kiel Institut für Weltwirtschaft (kurz IfW Kiel, bis zum 7. Dezember 2021 nur Institut für Weltwirtschaft) ist ein Zentrum weltwirtschaftlicher Forschung mit Sitz in Kiel. Es zählt zu den sechs führenden deutschen Wirtschaftsforschungsinstituten, die als Mitglieder der Leibniz-Gemeinschaft zu gleichen Teilen vom Bund und der Gemeinschaft der Bundesländer finanziert werden. Als An-Institut der Christian-Albrechts-Universität zu Kiel kooperiert es insbesondere mit dessen Wirtschafts- und Sozialwissenschaftlicher Fakultät, ist aber rechtlich und wissenschaftlich eigenständig. Seit dem 1. Januar 2007 ist das Institut eine rechtsfähige Stiftung des öffentlichen Rechts des Landes Schleswig-Holstein. Es beschäftigt rund 160 Personen, davon über 100 Wissenschaftler.
Die Leitung des Instituts besteht seit dem 1. Juni 2023 aus einem zweiköpfigen Vorstand, dem Präsidenten und wissenschaftlichen Leiter Moritz Schularick und der Geschäftsführenden Administrativen Direktorin Birgit Austen. Der vormalige Präsident Gabriel Felbermayr verließ das Institut vor Ende seiner Amtszeit, um die Leitung des Österreichischen Instituts für Wirtschaftsforschung in seinem Heimatland zu übernehmen.

## Geschichte

### Kaiserzeit und Weimarer Republik
Das Institut wurde am 18. Februar 1914 als Königliches Institut für Seeverkehr und Weltwirtschaft an der Christian-Albrechts-Universität zu Kiel gegründet. Die Eröffnungsfeier fand am 20. Februar im Institutsgebäude Schlossgarten 14 statt. Im Januar 1919 erwarb die Fördergesellschaft das vormalige Krupp’sche Logierhaus an der Kieler Förde, das im Frühjahr 1920 bezogen wurde.
Als ein selbständiger Teil der Christian-Albrechts-Universität Kiel („An-Institut“) hatte es die wissenschaftliche Erforschung der weltwirtschaftlichen Beziehungen zur Aufgabe, was angesichts der damaligen Ausrichtung auf die jeweiligen Nationalökonomien ein Novum darstellte. Der Gründungsdirektor Bernhard Harms leitete den Aufbau einer Forschungsbibliothek ein, die ab 1924 von Wilhelm Gülich, dem langjährigen Direktor der Bibliothek, systematisch zur weltweit größten Fachbibliothek auf dem Gebiet der Wirtschaftswissenschaften weiter geführt wurde. Darüber hinaus widmete sich Harms der Herausgabe verschiedener Zeitschriften (Kieler Vorträge, Weltwirtschaftliches Archiv und Weltwirtschaftliche Nachrichten) und der Errichtung eines Wirtschaftsarchivs. Harms legte von Anfang an großen Wert auf die Verbindung von Forschung und Praxis sowie die Weitervermittlung an Studierende. Die Erforschung internationaler Zusammenhänge unter nationaler Zielsetzung führte im Ersten Weltkrieg dazu, dass im IfW die wirtschaftlichen Maßnahmen der Gegner Deutschlands durch Anlegung eines Kriegsarchivs in den Mittelpunkt gestellt wurden und sowohl ein finanzieller als auch personeller Ausbau erfolgte. Mit einer intensiv betriebenen Öffentlichkeitsarbeit wurde Harms zu einem in der Kriegspropaganda aktivsten deutschen Wirtschaftsprofessoren.
In der Weimarer Republik erarbeitete sich das IfW über Kiel hinaus einen Ruf als kompetente Stelle für internationale Wirtschaftsfragen. Zudem beinhaltete das vom Institut verfolgte Ziel der Untersuchung der weltwirtschaftlichen Beziehungen in ihrem gesamten Umfang auch ausdrücklich die Berücksichtigung benachbarter Fächer wie der Rechts- und Politikwissenschaft sowie der Soziologie. Besonders der noch jungen Soziologie zeigte sich Harms aufgeschlossen, was zahlreiche Abhandlungen im Weltwirtschaftlichen Archiv von Autoren wie z. B. Carl Brinkmann, Hans von Eckardt, Rudolf Heberle, Fritz Karl Mann, Franz Oppenheimer, Werner Sombart, Ferdinand Tönnies und Leopold von Wiese zeigen. Des Weiteren wirkte seit 1921 Tönnies als Lehrbeauftragter für Soziologie an der Rechts- und Staatswissenschaftlichen Fakultät vor allem am Institut für Weltwirtschaft. Einen wesentlichen wirtschaftstheoretischen Impuls auf dem Gebiet der Konjunkturtheorie und der konjunkturpolitischen Steuerung erhielt das Institut durch die Gründung der Abteilung für Statistische Weltwirtschaftskunde und internationale Konjunkturforschung (Astwik-Abteilung) im Jahr 1926, deren Leiter Adolph Lowe zusammen mit Mitarbeitern wie Gerhard Colm, Hans Neisser, Jacob Marschak und Wassily Leontief international hoch beachtete Forschungsergebnisse veröffentlichte.

### Zeit des Nationalsozialismus
Im Zuge der Machtübernahme der Nationalsozialisten wurde das Institut im April 1933 mehrfach von SA-Männern und nationalsozialistischen Studierenden überfallen. Jüdisch-stämmige und bekennend demokratische Mitarbeiter, darunter Gerhard Colm und Hans Neisser, wurden gewaltsam vertrieben. Einige wenige Institutsmitarbeiter wirkten daran mit, die meisten verhielten sich aus Selbstschutz bedacht passiv. Die Vertreibungen wurden unter anderem durch das Gesetz zur Wiederherstellung des Berufsbeamtentums legalisiert. Die meisten der Vertriebenen emigrierten in die USA, wo sie weiterhin wissenschaftliche Spitzenleistungen erbrachten. Die im IfW entstandenen Vakanzen ermöglichten Karrieresprünge von NS-konformen Ökonomen sowie die Anstellung neuer Mitarbeiter und Mitarbeiterinnen. Dazu zählten Helmut Meinhold und Otto Ohlendorf, der später als Führer der Einsatzgruppe D Massenmord betrieb.
Der Direktor Bernhard Harms stand dem Nationalsozialismus ambivalent gegenüber und war zunächst bemüht, die Vertreibungen zu verhindern. Schließlich maß er jedoch der Fortexistenz des Instituts die höchste Priorität zu und folgte dem politischen Druck, am 20. September 1933 eine scheinbar reibungslose Übergabe an den zu dieser Zeit nationalsozialistisch gesinnten Jens Jessen zu vollziehen. Dieser war bereits im Mai an die Kieler Universität berufen worden und hatte seitdem gemeinsam mit Harms das Institut geleitet. Obwohl Harms formal seine Professur an der Universität behielt, betrat er das IfW nie wieder und lehrte bis zu seinem Tod 1939 als Honorarprofessor in Berlin. Jessen versuchte umgehend, das IfW zu einer zentralen Akademie und „Wirtschaftspolitischen Forschungsanstalt“ umzubauen, an der die künftige NS-Wirtschaftselite ausgebildet und wo die Wirtschaftspolitik des „Dritten Reichs“ vorgedacht werden sollte. Dies scheiterte jedoch an regimeinternen Machtkämpfen, infolge derer Jessen am 23. Februar 1934 beurlaubt wurde. Über die Philipps-Universität Marburg wechselte er nach Berlin und wurde dort Ordinarius an der Handelshochschule Berlin.
Nachfolger Jessens wurde am 2. März 1934 der Kieler Universitätsprofessor und zuvor langjährige IfW-Mitarbeiter Andreas Predöhl. Als Dekan der Rechts- und Staatswissenschaftlichen Fakultät hatte er seit April 1933 die Vertreibungen eines Großteils der Professoren abgewickelt und sich so dem Reichserziehungsministerium politisch empfohlen. Predöhl versuchte, eine NS-Konformität mit einer Beibehaltung eines hohen wissenschaftlichen Standards sowie intensiven internationalen Kooperationen, insbesondere mit der Rockefeller-Stiftung, zu verbinden. Die wissenschaftliche Tätigkeit wurde stark auf Drittmittel ausgerichtet und in flexiblen Gruppen durchgeführt. Mitte der 1930er Jahre war besonders die Forschungsgruppe Marktordnung und Außenwirtschaft unter der Leitung des Habilitanden und späteren Bundeswirtschafts- und Finanzministers Karl Schiller bedeutend. Für die Jahre 1940–1945 ist besonders der Raumforscher August Lösch hervorzuheben, dessen Gruppe Auftragsforschung für das Auswärtige Amt, das Rüstungsministerium sowie andere staatliche Stellen abarbeitete.
Ab 1938 bereitete sich das IfW auf den von der politischen Führung angestrebten Krieg vor. Mit dem Wehrwirtschaftsgeneral Georg Thomas wurde vereinbart, dass das IfW sich dann sofort auf die Erarbeitung von Analysen der eigenen Kriegswirtschaft sowie die Möglichkeiten der Führung eines Wirtschaftskriegs konzentrieren würde. Einige Testgutachten im ersten Halbjahr 1939 waren zufriedenstellend, sodass die Kooperation zwischen dem Wehrwirtschafts- und Rüstungsamt der Wehrmacht sowie dem IfW im September 1939 anlief. Die mehreren hundert abgelieferten Kurzberichte und längeren Gutachten bedurften keiner Ideologisierung, denn nüchterne wissenschaftliche Expertisen über die Wirtschaft bestimmter Länder, insbesondere deren Rohstoffe und Infrastruktur, erleichterten die praktische Verwendung. Im Gegenzug erhielt das IfW ausreichende finanzielle Mittel, privilegierten Zugang zu Büchern und internationalen Zeitungen und Zeitschriften sowie vor allem den Status der Unabkömmlichkeit eines großen Teils seiner Mitarbeiter zum Kriegsdienst. Ab Sommer 1942 verschob sich die Forschung zunehmend zum Rüstungsministerium. In der Endphase des Kriegs ab Herbst 1944 wurde in Kooperation mit dem Unterstaatssekretär Otto Ohlendorf vor allem dem Reichswirtschaftsministerium zugearbeitet. Das Institut lieferte Auftragsstudien für die Wissenschaftliche Beratungsstelle des Planungsamts der Zentralen Planung, die sich mit der Rüstungswirtschaft der Feindstaaten beschäftigte, und Predöhl und Lösch waren Mitarbeiter der Beratungsstelle.
Als einer der führenden Ökonomen des Reichs brachten Predöhl und führende Mitarbeiter wie Schiller sich ferner für das Projekt eines nationalsozialistisch geprägten Europäischen Wirtschaftsgroßraums ein. Hierbei handelte es sich um eine Konzeption, die sich auf Autonomie und Autarkie Deutschlands bezog und nichts weniger war „als eine wirtschaftswissenschaftliche Grundlegung für ein deutsch beherrschtes Europa“. Durch weitere Funktionen wie jener als Rektor der Universität von November 1941 bis April 1945 engagierte sich Predöhl zunehmend als akademisch verbrämter NS-Propagandist und stärkte während der Luftangriffe mit Durchhalteparolen die innere Stabilität des Regimes. Dabei half ihm unter anderem Walther G. Hoffmann, von 1935 bis 1945 Leiter der Redaktionsabteilung des IfW und von Ende 1941 bis Sommer 1944 auch Leiter des Pressereferats der Universität. Auf Druck des Bibliothekars Wilhelm Gülich wurde zunächst die Institutsbibliothek, ab Sommer 1944 auch der Rest der Abteilungen und fast alle Mitarbeiter in das von Bomben verschonte Ratzeburg im Kreis Herzogtum Lauenburg ausgelagert. Dort wurde die Forschung im Auftrag des NS-Regimes bis mindestens im März 1945 fortgesetzt. Ein Großteil der Kieler Institutsgebäude sowie des Wirtschaftsarchivs wurden durch Bomben zerstört.
Im November 1945 setzten die britischen Besatzungsbehörden Predöhl ab. Obwohl Gülich eindringlich auf dessen NS-Propaganda hinwies, konnte Predöhl eine Entnazifizierung erreichen, 1953 an die Westfälische Wilhelms-Universität Münster wechseln, dort das Institut für Verkehrswissenschaft leiten und 1965 in Hamburg das Deutsche Übersee-Institut gründen (das heutige German Institute for Global and Area Studies).

### Nachkriegszeit bis heute
Nach einigen Interimsleitern, unter anderem Friedrich Hoffmann, wurde am 9. April 1948 Fritz Baade neuer Institutsdirektor. Er widmete sich vor allem der weltwirtschaftlich ausgerichteten Agrar- und Ernährungsforschung. Unter seiner Leitung und dank seiner guten Kontakte in die USA und andere Länder konnte das IfW wieder an die internationale Forschungsgemeinschaft herangeführt werden und seine Rolle als ein bedeutendes Zentrum der Weltwirtschaftsforschung mit umfangreicher Bibliothek und einem Wirtschaftsarchiv ausbauen. Seit 1956 gehörte das Institut auch dem Wissenschaftlichen Beirat der Sachbuchreihe Rowohlts deutsche Enzyklopädie an.
In der frühen Nachkriegszeit beförderten alle Verantwortlichen im IfW die Sichtweise, dass sich das Institut im Nationalsozialismus einer „unpolitischen Weltwirtschaftsforschung“ verschrieben und eine „klare und saubere Trennung von Wissenschaft und Politik“ geherrscht habe. Dementsprechend gab es praktisch keine Selbstkritik geschweige denn Bedauern über das Handeln des Instituts gegenüber den 1933 vertriebenen Mitarbeitern. Harald Hagemann nennt den Umgang des IfW mit seinen vertriebenen Mitarbeitern nach 1945 „skandalös“ und urteilt, dass das Institut nach 1945 von einem „merkwürdigen Gedächtnisverlust“ befallen gewesen sei. Der Druck einer 2019 erschienenen kritischen Aufarbeitung der Institutsgeschichte wurde vom Institut bezuschusst und die Ergebnisse vom Präsidenten Gabriel Felbermayr als „beschämend und verstörend“ bezeichnet.
1961 folgte auf Fritz Baade Erich Schneider (1900–1970) als Direktor des Instituts. Als führender Nachkriegsvertreter der keynesianischen Theorie in Deutschland und Autor des mehrbändigen Lehrbuch-Bestsellers „Einführung in die Volkswirtschaftslehre“ band er das Institut deutlicher als Fritz Baade an die universitäre Forschung und Lehre an, mit der Folge, dass unter seiner Ägide viele Mitarbeiter später Lehrstühle an deutschen Universitäten besetzten. 1964, zum 50. Jubiläum des IfW, rief er den Bernhard-Harms-Preis ins Leben. Erster Preisträger wurde der ehemalige Mitarbeiter Gerhard Colm, späterer Professor, Berater des US-Präsidenten Harry S. Truman und Verantwortlicher für die Konzeption der westdeutschen Währungsreform von 1948.
1969 wurde Herbert Giersch (1921–2010) Direktor und später Präsident des IfW. In seine Zeit (bis 1989) fielen große weltwirtschaftliche Brüche (Kollaps des Bretton-Woods-Systems, Ölkrisen 1973/1974 und 1979/1980, Aufstieg von Entwicklungs- und Schwellenländern als Anbieter von Industriegütern), die fortan Forschung und Politikberatung des IfW entscheidend prägten. Giersch festigte die Rolle des IfW in der Politikberatungslandschaft Deutschlands als führender Kopf im Sachverständigenrat zur Begutachtung der gesamtwirtschaftlichen Entwicklung. Kontroversen mit der Politik um adäquate Antworten auf weltwirtschaftliche Herausforderungen blieben in der Folgezeit nicht aus, da das Institut in wichtigen Fragen wie der flexibler Wechselkurse, der Geld- und Beschäftigungspolitik oder auch der Strukturpolitik Empfehlungen gab, die die offizielle Wirtschaftspolitik nicht teilte. Unter Giersch setzte das IfW deutliche Akzente hin zu anwendungsorientierter weltwirtschaftlicher Forschung, beispielsweise im Rahmen des Sonderforschungsbereichs 86 „Weltwirtschaft und internationale Wirtschaftsbeziehungen“.
1989 löste Horst Siebert (1938–2009) Giersch als Präsident ab. Auch in seine Zeit fielen große Umwälzungen, wie der Zusammenbruch der sozialistischen Volkswirtschaften, die deutsche Wiedervereinigung, der Aufstieg Chinas zur Weltwirtschaftsmacht, die großen informationstechnologischen Innovationen, aber auch die Diskussionen um Reformen auf dem Arbeitsmarkt sowie der Sozialsysteme und nach einem nachhaltigen Umgang mit Ressourcen. Siebert war bis zu seinem Ausscheiden aus dem Institut 2003 auch Mitglied des Sachverständigenrats und prägte mit großer Medienpräsenz und durch viele Veröffentlichungen zu aktuellen wirtschaftspolitischen Fragestellungen das Bild des Instituts in der Öffentlichkeit. Das IfW stärkte unter seiner Ägide insbesondere die umwelt- und ressourcenökonomische Forschungskompetenz sowie die Forschung zu internationalen Finanzmärkten. Siebert hatte die Präsidentschaft bis zu seiner Emeritierung im Jahr 2003 inne.
Nach einer Übergangszeit von 18 Monaten, die durch Schwierigkeiten in der Nachbesetzung des Präsidentenamts gekennzeichnet war, übernahm Dennis J. Snower (* 1950) im Oktober 2004 als erster nicht-deutscher leitender Wissenschaftler eines der führenden Forschungsinstitute die Präsidentschaft des IfW. Er setzte tiefgreifende Reformen in der internen Organisation, des Managements und der Aufgabenstellung des IfW um und führte Veranstaltungen wie den Weltwirtschaftlichen Preis und das Global Economic Symposium ein. Beide stehen für die Mission des Instituts, ein Kompetenzzentrum für Forschung, Politikberatung und Ausbildung in gesellschaftlich drängenden Fragen der Weltwirtschaft zu sein und eine Balance zwischen Netzwerk und Standort zu finden.
Zum März 2019 trat der österreichische Handelsexperte Gabriel Felbermayr die Präsidentschaft des IfW Kiel an. Er schärfte vor allem das weltwirtschaftliche Profil des Instituts und setzte Fragen des internationalen Handels nach oben auf die Forschungsagenda. Es gelang Felbermayr, mit Inga Heiland erstmals eine Frau als W1-Professorin an das IfW Kiel zu holen. Neben der Gründung einer Trade Policy Taskforce implementierte Felbermayr auch den Kiel Trade Indicator – das Berechnungswerkzeug schätzt die Handelsströme von 75 Ländern und Regionen weltweit auf Basis von Positionsdaten von Containerschiffen in Echtzeit. Felbermayr verließ das IfW Kiel vor Ablauf seiner Amtszeit im September 2021, um die Leitung des Österreichischen Instituts für Wirtschaftsforschung (WIFO) in Wien zu übernehmen.
Im Dezember 2021 wurde eine neue Führung berufen und vom Land Schleswig-Holstein eine Änderung der Satzung des IfW Kiel verabschiedet. Nun ist nicht mehr ein Präsident alleine für das Institut haftend, sondern ein mehrköpfiger Vorstand. Von Dezember 2021 bis zum 1. Juni 2023 bestand der Vorstand aus dem wissenschaftlichen Führungsduo Holger Görg (Interims-Präsident) und Stefan Kooths (Interims-Vizepräsident) sowie der Geschäftsführenden Administrativen Direktorin Birgit Austen. Die Änderung der Satzung beinhaltete auch eine Änderung des Institutsnamens, von Institut für Weltwirtschaft zu Kiel Institut für Weltwirtschaft. Seit dem 1. Juni 2023 ist Moritz Schularick Präsident und wissenschaftlicher Leiter des Instituts und bildet mit Birgit Austen den Vorstand.
Das IfW ist an Diagnosen der gesamtwirtschaftlichen Entwicklung und an der Gemeinschaftsdiagnose der führenden deutschen Wirtschaftsforschungsinstitute beteiligt. Aus dem IfW hervorgegangen ist die Deutsche Zentralbibliothek für Wirtschaftswissenschaften (ZBW), die mit Wirkung am 1. Januar 2007 in eine unabhängige Stiftung des öffentlichen Rechts umgewandelt wurde und gleichzeitig die Bibliothek des Hamburgischen Welt-Wirtschafts-Archivs integrierte.
Das IfW Kiel geriet 2023 in die Schlagzeilen der bundesweiten Berichterstattung, als der beim Institut angestellte Verhaltensökonom Gianluca Grimalda nach seinem Forschungsaufenthalt in Papua-Neuguinea aus Klimaschutzgründen ohne die Nutzung eines Flugzeugs nach Deutschland zurückreisen wollte. Das IfW beharrte auf einer Frist für die Rückkehr nach Kiel, die ohne eine Flugreise nicht einzuhalten war. Da Grimalda sich dennoch weigerte zu fliegen, wurde er entlassen.

## Publikationen
Das IfW Kiel gibt die referierte Fachzeitschrift „Review of World Economics“ heraus, die 1913 unter dem Namen Weltwirtschaftliches Archiv gegründet wurde. Sie erscheint einmal im Quartal im Springer-Verlag und widmet sich speziell empirischen Studien zum Thema Weltwirtschaft.
Die Zeitschrift „Economics“ erscheint ausschließlich elektronisch und kostenfrei. Artikel werden neben professionellen Referees auch von registrierten Lesern begutachtet.
Der „Kiel Policy Brief“ wird vom Zentrum Wirtschaftspolitik herausgegeben und veröffentlicht deutsch- und englischsprachige Working Paper.
Längere Diskussionsbeiträge wie der Kieler Subventionsbericht erscheinen in der Reihe „Kieler Diskussionsbeiträge“.
Die Reihe „Kieler Arbeitspapiere“ veröffentlicht Manuskripte in einer vorläufigen Fassung.
Artikel, die sich der Politikberatung widmen, werden seit 2008 in der Reihe „Kieler Beiträge zur Wirtschaftspolitik“ veröffentlicht.
Das Zentrum Public Relations gibt zwei Reihen heraus: Stellungnahmen und Essays finden sich im „IfW-Fokus“, während der „IfW brief“ Forschungsergebnisse, Standpunkte des IfW, aktuelle Prognosen sowie Termine des Instituts veröffentlicht werden. Beide Medien richten sich an die Öffentlichkeit und sind Teil der Öffentlichkeitsarbeit des Instituts.
Nicht mehr herausgegeben werden die Reihen „Kiel Economic Policy Papers“ und „Kieler Studien“.
In dem nach Zitierungen geordnetem Ranking für Wirtschaftsforschungsinstitute vom Projekt RePEc wurde das IfW im Mai 2013 auf dem 193. Platz (weltweit) geführt.

## Veranstaltungen und Aktivitäten

### Zusammenarbeit mit der Christian-Albrechts-Universität zu Kiel
Es werden regelmäßig Lehrveranstaltungen des IfW im Rahmen von wirtschaftswissenschaftlichen Studiengängen an der Christian-Albrechts-Universität zu Kiel durchgeführt. Des Weiteren ermöglicht das IfW Studenten direkt am IfW zu promovieren. Zudem unterstützt das IfW Studenten durch Stipendien und durch weiterführende Praktika, Ausbildungs- und Forschungsprogramme.

### Summer School on Economic Policy
Das IfW veranstaltet jährlich die Kiel Institute Summer School on Economic Policy mit internationalen Gastrednern.

### Global Economic Symposium (GES)
Das IfW organisierte in Zusammenarbeit mit der Zentralbibliothek für Wirtschaftswissenschaften das jährlich stattfindende Global Economic Symposium. Das Symposium fand alternierend zwischen Deutschland und dem Ausland statt. Erstmals wurde es im Jahr 2008 in Plön veranstaltet. Die Austragungsorte des Global Economic Symposium waren Plön (2008, 2009), Istanbul (2010), Kiel (2011), Rio de Janeiro (2012), Kiel (2013) und Kuala Lumpur (2014). Austragungsort des achten Global Economic Symposium 2015 war Kiel. Direktor des Global Economic Symposium war Dennis J. Snower.

### Weitere Kooperationen
Neben Take-Maracke & Partner RA/StB/WP arbeitet das IfW unter anderem mit dem Internationalen Wirtschaftssenat (IWS) mit Sitz in Berlin zusammen.

## Preise und Ehrungen
- Weltwirtschaftlicher Preis

Der „Weltwirtschaftliche Preis“ wird jährlich während der Kieler Woche an je einen Politiker, einen Wirtschaftswissenschaftler und einen Unternehmer verliehen. Ehrengastredner waren unter anderem Bundespräsident Joachim Gauck, Wolfgang Schäuble, Bundesminister der Finanzen und Bundespräsident a. D. Horst Köhler. Den Weltwirtschaftlichen Preis erhielt unter anderem Jean-Claude Trichet, Präsident der Europäischen Zentralbank (2011), Paul Krugman, Nobelpreisträger, Princeton University (2010), Wendelin Wiedeking, Vorstand der Ferdinand Porsche AG (2005).
- Bernhard-Harms-Preis

Der „Bernhard-Harms-Preis“ wird in Erinnerung an den Gründer des Instituts, Bernhard Harms, vergeben und ist mit 10.000 Euro dotiert. Er wird jährlich an eine Persönlichkeit verliehen, die sich durch hervorragende Leistungen auf dem Gebiet weltwirtschaftlicher Forschung ausgezeichnet hat.
- Excellence Awards in Global Economic Affairs

Der „IfW Excellence Award“ wird an junge Wissenschaftler in der weltwirtschaftlichen Forschung vergeben. Sie erhalten neben einem Stipendium auch intellektuelle und organisatorische Unterstützung.
- Take-Maracke Förderpreis für Wirtschaftswissenschaften in Kiel

Der „Take-Maracke Förderpreis für Wirtschaftswissenschaften in Kiel“ (kurz: Take-Maracke-Preis) wird seit dem Wintersemester 2006/2007 für herausragende Seminararbeiten von VWL- & BWL-Studenten der Christian-Albrechts-Universität zu Kiel verliehen. Stifter sind der Wirtschaftswissenschaftliche Club des Instituts für Weltwirtschaft und die Kanzlei Take-Maracke & Partner. Der Preis ist mit 1 000 € dotiert.
- Bernhard-Harms-Medaille

Die „Bernhard-Harms-Medaille“ wird seit 1980 in unregelmäßigen Abständen an Personen verliehen, die sich um das Institut für Weltwirtschaft und die Forschung in der Tradition von Bernhard Harms verdient gemacht haben. Die letzten Preisträger sind Otmar Issing und Helmut Hesse, die den Preis im Jahr 2004 erhielten.
- Ehrensenator des Instituts für Weltwirtschaft

Als Ehrensenator oder der Ehrensenatorin des Instituts für Weltwirtschaft werden Personen berufen, die mit herausragenden Beiträgen den Dialog zwischen Wirtschaftswissenschaft, Wirtschaft, Politik und Verwaltung verbessert haben. Der Titel wurde bisher nur einmal im Sommer 2007 an Angelika Volquartz, Hans Driftmann und John Feldmann vergeben.

## Wissenschaftler
Folgende Personen sind oder waren in besonderer Weise mit dem IfW verbunden.

### Direktoren bzw. Präsidenten des Instituts für Weltwirtschaft
- Bernhard Harms (1914–1933)
- Jens Jessen (1933–Februar 1934)
- Andreas Predöhl (März 1934–Dezember 1945)
- Friedrich Hoffmann (kommissarisch, März 1946-September 1947)
- Harald Fick (kommissarisch, Oktober 1947-April 1948)
- Fritz Baade (April 1948–März 1961)
- Erich Schneider (April 1961–Dezember 1968)
- Herbert Giersch (1969–1989)
- Horst Siebert (1989–März 2003)
- Dennis J. Snower (Oktober 2004–Ende Februar 2019)
- Gabriel Felbermayr (März 2019-September 2021)[37]
- Holger Görg (Interimspräsident) und Stefan Kooths (Interims-Vizepräsident) (beide seit Dezember 2021)
- Moritz Schularick (ab 1. Juni 2023)[38]

### Weitere Wissenschaftler
- Oskar Anderson
- Hermann Bente
- Ewald Bosse
- Gerhard Colm
- Friedrich Edding
- Anton Arndt Fleck
- Rudolf Ernst Freund
- Wilhelm Gülich
- Henning Klodt
- Wassily Leontief – Nobelpreisträger (1973)
- August Lösch
- Adolph Lowe
- Gerhard Mackenroth
- Jacob Marschak
- Helmut Meinhold
- Hans Neisser
- Otto Ohlendorf
- Karl Schiller
- Norbert Walter